# Spichrz Szwedzki w Toruniu
Spichrz Szwedzki w Toruniu – dawny spichlerz, obecnie hotel, znajdujący się przy ulicy Mostowej 1 Toruniu.
Pochodzi on z 1719 roku. Jest jednym z największych historycznych spichrzów w Polsce. Według legendy budynek zbudowali Szwedzi podczas potopu w połowie XVII wieku. W rzeczywistości spichrz zbudowano z inicjatywy Johanna Nogge, toruńskiego kupca zbożowego. W 1823 roku został wyremontowany. W wyniku prac spichrz połączono przy pomocy łącznika z sąsiednią basztą Żuraw. Od 1929 roku figuruje w rejestrze zabytków.
Do lat 90. XX wieku budynek pełnił funkcję biurowo-gospodarcze. W latach 1999–2003 roku budynek został wyremontowany w celu przystosowania go do funkcjonowania jako hotel. Podczas prac odtworzono pierwotny układ wnętrz, zabytkowych drewnianych belek i stropów. Od 2003 roku w budynku działa Hotel Karczma Spichrz. Wyremontowany budynek otrzymał w 2004 roku tytuł „Obiekt Roku”.
Jest to budynek dwuskrzydłowy. Skrzydło równolegle do ulicy Mostowej sąsiaduje prostopadle ze skrzydłem równoległym do murów.